# Governador Edison Lobão
Governador Edison Lobão é um município do estado do Maranhão, no Brasil. Em 2013, foi aprovado pelo Poder Legislativo do município, através da Câmara de Vereadores, a mudança de nome do município para Ribeirãozinho do Maranhão, o que foi oficializado pela Assembleia Legislativa do Maranhão.

## História
A história deste município começa com o povoamento destas terras após o seu desmatamento, em 1958, para construção da estrada de ligação entre Belém e Brasília, a BR-010. Os primeiros moradores começaram a se alojar no lugarejo denominado “Maloca”. Tinha como principais atividades econômicas o cultivo de arroz, de milho, a extração de diamantes e de babaçu. A atividade garimpeira desapareceu aos poucos e a localidade mudou sua principal atividade. Após o fechamento dos garimpos, a agricultura familiar foi a principal atividade e a população passou a dedicar-se ao plantio de roças.
Durante essa trajetória surgiu o, também povoado, localizado a cinco quilômetros da sede, conhecido como "Ribeirãozinho da Roça" (Diamantina), nome que foi dado, segundo relatos dos primeiros moradores da localidade, em decorrência de uma nascente de água e vários córregos cristalinos que deságuam e cortam o local.
Ainda pertencente ao município de Imperatriz, a vila de "Ribeirãozinho" não tinha sua autonomia administrativa até 1994, quando foi realizado o plebiscito que emancipou este distrito.
Criado, pela Lei 6 194, de 10 de novembro de 1994, o município de Governador Edison Lobão, com sede no Povoado de Ribeirãozinho, que foi desmembrado do município de Imperatriz. O nome do município é uma homenagem ao político maranhense Edison Lobão, ainda vivo quando da mudança de nome da localidade, embora a Constituição de 1988 determine que a administração pública obedeça ao princípio da impessoalidade, o que impediria a homenagem pelo poder público a pessoas vivas.
Elevado à categoria de município, com a denominação de "Governador Edison Lobão", pela lei estadual nº 6.194, de 10 de novembro de 1994, que instituiu o desmembrado da cidade de Imperatriz. O nome do município é uma homenagem ao político maranhense Edson Lobão, ex-governador do Maranhão.
Ainda assim este município continuava a ser conhecido popularmente como "Ribeirãozinho", quando em 2013 foi ajuizada a ação civil pública movida pelo Ministério Público Federal (MPF) que conseguiu uma liminar para que a União suspendesse os repasses de recursos financeiros ao município enquanto a sua denominação não fosse modificada.
Em 2018, a Assembleia Legislativa do Maranhão aprovou a lei que determinava a realização de um plebiscito para a mudança de nome deste município. A consulta popular foi realizada em 06 de outubro de 2024, durante o primeiro turno das eleições municipais, quando a população local decidiu por alterar o nome do município para "Ribeirãozinho do Maranhão" com 83,8% dos votos válidos.

## Geografia
A área do município de Governador Edison Lobão é de 615,957 quilômetros quadrados, o que o coloca na posição 152 dentre as 217 cidades do estado do Maranhão.
| Área da unidade territorial [2024] | 615,957 km²                                                |
| Hierarquia urbana [2018]           | Centro Local                                               |
| Região de Influência [2018]        | Arranjo Populacional de Imperatriz/MA - Capital Regional C |
| Região intermediária [2024]        | Imperatriz                                                 |
| Região imediata [2024]             | Imperatriz                                                 |
| Mesorregião [2022]                 | Oeste Maranhense                                           |
| Microrregião [2022]                | Imperatriz                                                 |

Fonte: IBGE
| Bioma predominante [2024]            | Cerrado  |
| Área urbanizada [2019]               | 7,80 km² |
| Esgotamento sanitário adequado [2010 | 33 %     |
| Arborização de vias públicas [2010]  | 71,3 %   |
| Urbanização de vias públicas [2010]  | 0 %      |

Fonte: IBGE
Economia
Em 2021, o PIB per capita do município era de R$ 20.012,29. Comparando-se com outros municípios do estado do Maranhão, ficava na posição 25 de 217.
| PIB per capita [2021]                                                                           | 20.012,29 R$     |
| Índice de Desenvolvimento Humano Municipal (IDHM) [2010]                                        | 0,629            |
| Total de receitas brutas realizadas [2023]                                                      | 85.735.171,93 R$ |
| Transferências correntes (Percentual em relação às receitas correntes brutas realizadas) [2023] | 94,98 %          |
| Total de despesas brutas empenhadas [2023]                                                      | 86.095.985,77 R$ |

Fonte: IBGE
| Salário médio mensal dos trabalhadores formais [2022]                                             | 1,8 salários mínimos |
| Pessoal ocupado [2022]                                                                            | 3.190 pessoas        |
| População ocupada [2022]                                                                          | 17,33 %              |
| Percentual da população com rendimento nominal mensal per capita de até 1/2 salário mínimo [2010] | 42,5 %               |

Fonte: IBGE
Educação
| Taxa de escolarização de 6 a 14 anos de idade [2010]             | 97,6 %           |
| IDEB – Anos iniciais do ensino fundamental (Rede pública) [2023] | 4,6              |
| IDEB – Anos finais do ensino fundamental (Rede pública) [2023]   | 4,3              |
| Matrículas no ensino fundamental [2023]                          | 3.163 matrículas |
| Matrículas no ensino médio [2023]                                | 502 matrículas   |
| Docentes no ensino fundamental [2023]                            | 138 docentes     |
| Docentes no ensino médio [2023]                                  | 33 docentes      |
| Número de estabelecimentos de ensino fundamental [2023]          | 15 escolas       |
| Número de estabelecimentos de ensino médio [2023]                | 2 escolas        |

Fonte: IBGE

## Organização Político-Administrativa
Sendo um município do Brasil, Governador Edison Lobão é administrada por dois poderes, o executivo e o legislativo, independentes e harmônicos entre si. O primeiro é representado pelo prefeito, auxiliado pelo seu gabinete de secretários e eleito pelo voto popular para um mandato de quatro anos, sendo permitida uma única reeleição para mais um mandato consecutivo, enquanto que o segundo é representado pela Câmara Municipal de Ribeirãozinho do Maranhão, órgão colegiado de representação dos munícipes que é composto por 9 vereadores também eleitos por sufrágio universal.
As atuais autoridades que ocupam cargos da organização político-administrativa de Governador Edison Lobão são as seguintes (data: 05 de outubro de 2024):
- Prefeito: Geraldo Evandro Braga de Sousa - PCdoB (2021/-)[13]
- Vice-prefeito: Flavio Soares Lima - PDT (2021/-)[13]
- Presidente da Câmara: ignorado.